# 크레욜라
크레욜라(Crayola)는 미국의 미술 용품 제조 회사이다. 이 회사는 크레용으로 유명하며, 색연필이나 마커 등 여러 상품을 제조하고 있다.

## 역사

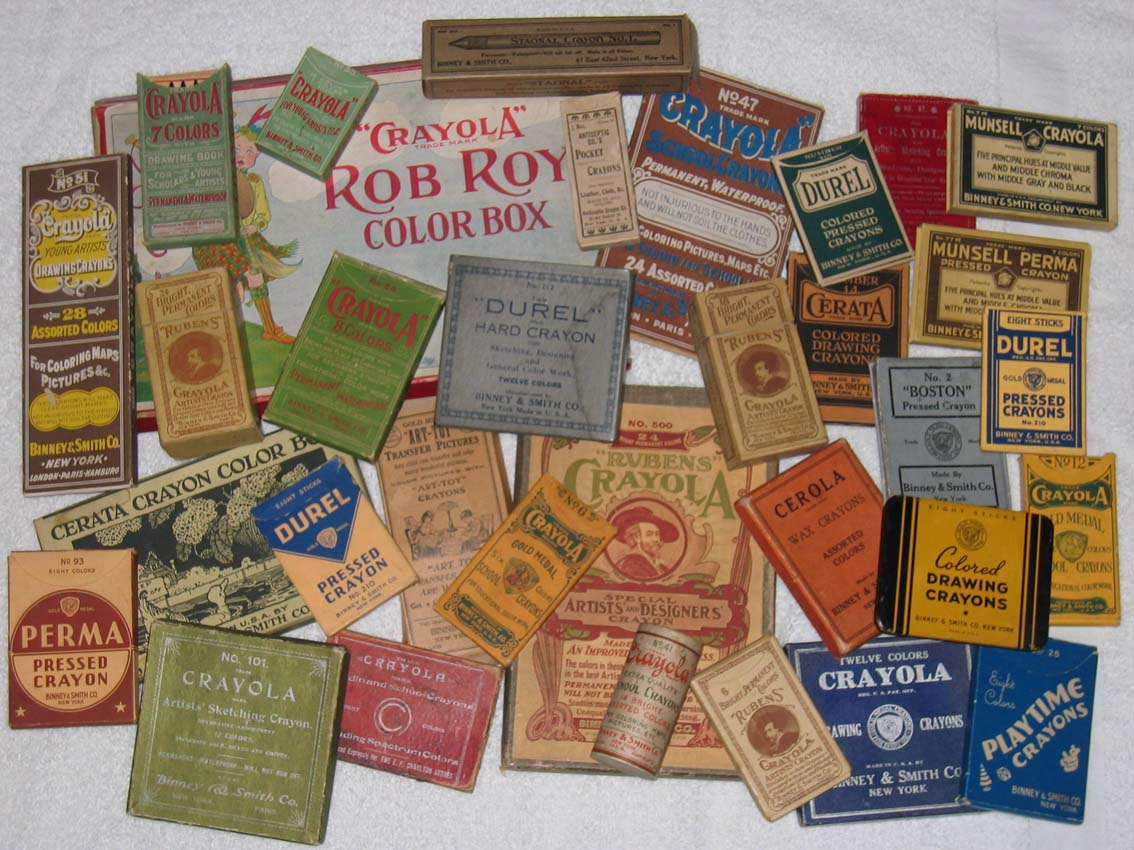
초창기의 크레욜라 크레용

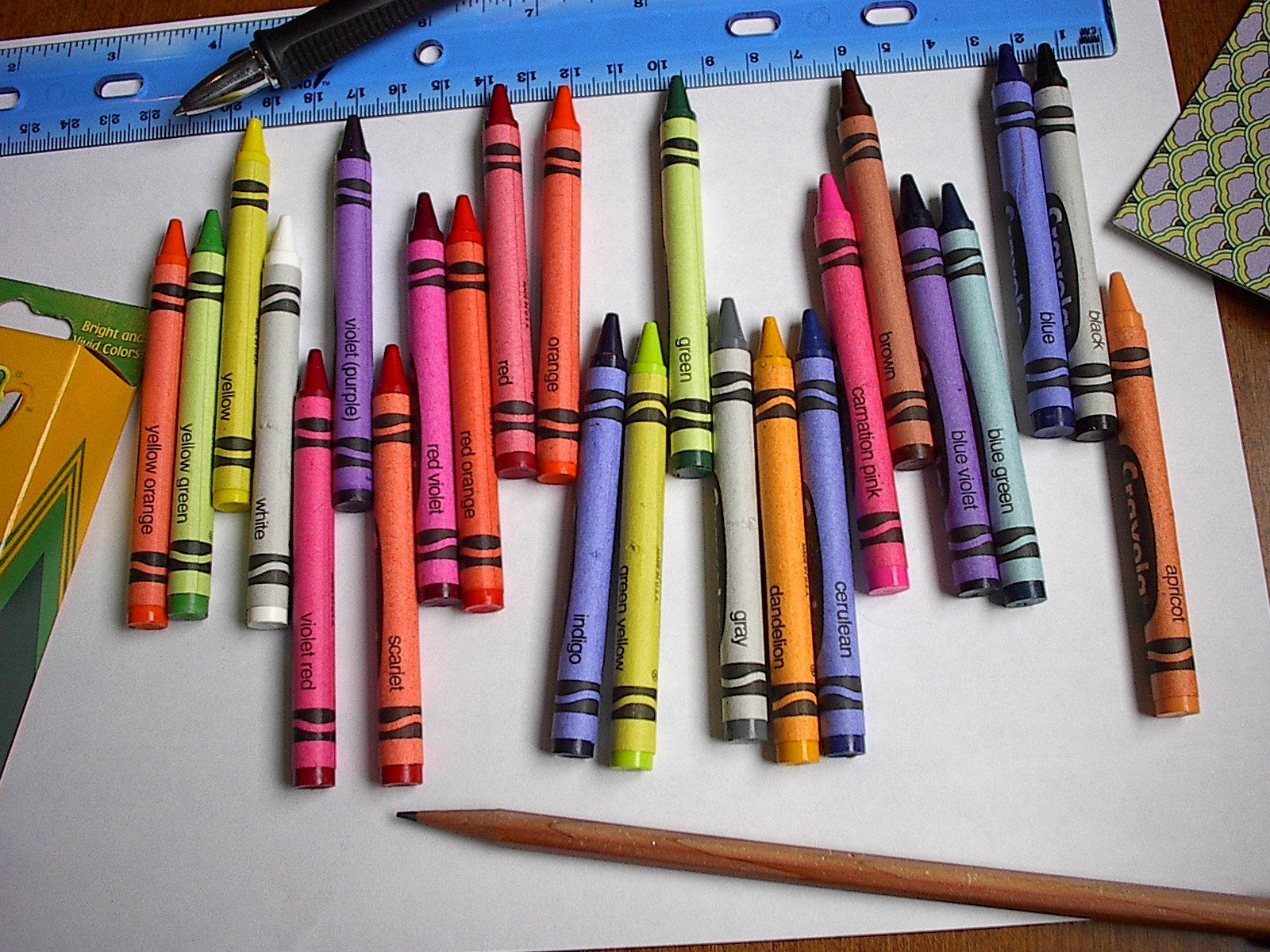
크레욜라 크레용 24색

크레욜라는 1903년에 에드윈 비니와 그의 사촌인 해럴드 스미스가 뉴욕에서 크레용을 제조하면서 시작되었다.
크레욜라의 크레용은 초기에는 8색이었으나, 점차 생산량이 늘어나면서 현재는 308색으로 늘어났다. 이후 크레욜라는 크레용 이외에도 여러 미술 도구나 장난감등을 생산하고 있다.